# Афонино (Кстовский район)
Афо́нино — деревня в Кстовском районе Нижегородской области, до 2021 года — административный центр Афонинского сельсовета.
Предполагалось включение деревни в состав Нижнего Новгорода. С 4 апреля 2025 года входит в состав городского округа Нижний Новгород.

## Инфраструктура и экономика
В окрестностях деревни Афонино находится известное с давних времён месторождение глины. Его близкое расположение позволяло местным жителям заниматься гончарным производством: изготовлением домашней утвари, посуды и игрушек. В 1929 году здесь был построен первый в советской истории кирпичный завод, который ко временам перестройки уже исчерпал свои возможности. Однако, когда встал вопрос о строительстве нового кирпичного завода, то выбор опять пал на местность близ Афонино. В 1987 году был запущен в эксплуатацию новый кирпичный завод (в настоящее время принадлежащий «ОАО «Керма»).
Кроме кирпичного завода «Керма», на территории Афонино имеются следующие объекты инфраструктуры:
1. Почтовое отделение
2. Детский сад
3. Средняя общеобразовательная школа
4. Врачебная амбулатория
5. Библиотека
6. Отделение банка
7. Институт физики микроструктур Российской академии наук (находится в городской черте Нижнего Новгорода)

## Население
| 2002 | 2010  | 2021  |
| ---- | ----- | ----- |
| 3237 | ↗3360 | ↗6020 |